# 前秦滅前燕之戰
前秦滅前燕之战，前秦建元五年（前燕建熙十年，369年）十一月至次年十一月，前秦辅国将军王猛率軍攻占邺都（今河北省临漳县西南），灭亡前燕的作战。

## 概述
建元五年，东晋攻打前燕，前燕以割让虎牢（今河南省荥阳市西北汜水）以西土地为条件，向前秦求救，前秦出兵二万，其实有兼并前燕的打算。战争结束后，前燕食言，前秦天王苻坚以此为借口，于十一月派王猛统率将军梁成、邓羌等步骑三万，进攻前燕。十二月，攻打洛州刺史慕容筑守卫的洛阳，前燕皇帝慕容暐派卫大将军慕容臧率精兵十万援助，进至荥阳。王猛派梁成等率精锐一万人，在石门将慕容臧大军歼灭万余人。洛阳守将洛州刺史慕容筑，因援军不至，于次年正月献城归降。梁成再次进攻荥阳，歼前燕军三千余人，慕容臧退到新乐（今河南省新乡市）。前秦军占领洛阳、荥阳后，王猛留邓羌屯守金墉（今河南省洛阳市东北，洛阳故城西北隅），自己率军回到长安。表示此次攻燕仅在攻取之前慕容暐割让之地。前燕左丞申绍认为前秦并非只是守境，有吞噬之心，建议增加晋阳（今山西省太原市西南）等各边境重镇的兵力，加强战备。慕容暐没有采纳。
四月，苻坚派王猛率领杨安、张蚝、邓羌等十将，率步骑六万进攻前燕，同时集结兵力，准备亲率大军以为后继，疾雷不及掩耳，一举灭燕。苻坚命王猛以洛阳为基地，从壶关（今山西省长治市北）、上党（今山西省黎城县南）出潞川（山西省浊漳河），直取邺城。六月出军，七月，王猛率主力攻壶关，派杨安率部兵力攻打晋阳，以掩护主力。八月，慕容暐命太傅、上庸王慕容评率军三十万救援二城，又派慕容桓率军万余屯沙亭（今河北省大名县东）为后继。当月，王猛攻破壶关，擒获上党郡太守南安王慕容越，所到郡县，全部降附。杨安攻晋阳不克。九月，王猛留屯骑校尉苟苌守壶关，亲率主力援助杨安。以地道攻破晋阳，俘获前燕并州刺史东海王慕容庄。慕容评率援军滞留潞川，不敢前进。十月，王猛留部将毛当守晋阳，率主力进军潞川，与前燕军隔河对峙。慕容评认为秦军深入，企图据河防守，坚壁不出，疲惫秦军。王猛派游击将军郭庆，率精骑五百，乘夜从小道迂回至燕军之后，火烧辎重。邺城发现火光，慕容暐遣使催促慕容评出战。慕容评被迫出战，他的兵力虽占绝对优勢，但由于慕容评为人贪婪，人心离散，战斗力不强。九月廿三日，双方交战半日，燕军大败，阵亡五万余人。前秦军乘胜进击，又歼灭十万余人，燕军全军崩溃，慕容评单骑逃回邺城。原屯守沙亭的慕容桓率军撤至内黄（今河南省内黄县西北），前秦军进围邺城。为保证必胜，苻坚令王猛围而不攻，阵前休整，主力到达后合力攻城。同时令李威辅佐太子苻宏留守长安，派阳平公苻融屯守洛阳，确保后方。自率精兵十万驰赴邺城。到达后，命邓羌军攻信都（今河北省冀州市），来牵制的北部燕军。十一月初六，慕容桓由内黄退到龙城（今辽宁省朝阳市），十一月初七，前燕散骑侍郎余蔚等夜开北门，迎接秦军。慕容暐等逃向龙城，被秦军追到俘获。各州郡牧守先后降秦，前燕灭亡。